# Antonello Fassari
(Espressione tipica di Cesare Cesaroni, interpretato da Fassari, nella serie TV I Cesaroni)
Antonello Fassari (Roma, 4 ottobre 1952 – Roma, 5 aprile 2025) è stato un attore italiano.

## Biografia
Antonello Fassari nacque primogenito da Osvaldo Fassari, avvocato penalista, e da Adriana Gambardella, ed ebbe poi i fratelli Fausto e Claudio. Si diplomò all'Accademia d'arte drammatica "Silvio D'Amico" nel 1975. Iniziò la carriera artistica teatro –  frequentò un seminario diretto da Luca Ronconi –, ma non tardò ad approdare anche nel mondo della televisione, dove partecipò a sceneggiati e varietà come Avanzi, Anni '50, Al di là delle frontiere e I Cesaroni. Non si limitò a questo: per la Rai Radio 2 lavorò allo sceneggiato I tre moschettieri (2004).
Nel 1984, Fassari si cimentò nel mondo della musica, incidendo una canzone rap intitolata Romadinotte, di cui scrisse il testo, con una base musicale elaborata da Lele Marchitelli, Danilo Rea e Pasquale Minieri. La sua versatilità artistica lo portò, nel luglio del 2004, a mettere in scena e interpretare una versione teatrale de La ricotta di Pier Paolo Pasolini al festival di Todi.

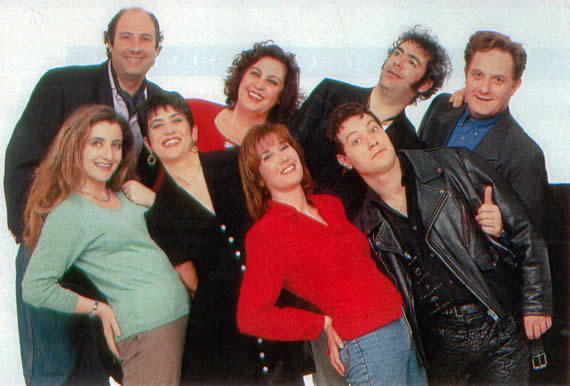
Antonello Fassari (primo in alto a destra) con la banda di Avanzi (1991)

Tra il 1991 e il 1993 interpretò vari personaggi nella trasmissione Avanzi, tra cui si ricordano le parodie di Giuliano Ferrara e della Sora Lella, oltre che interpretare il "compagno Antonio", un comunista che si era risvegliato dal coma dopo vent'anni.
Fassari si distinse anche come regista cinematografico, con il film Il segreto del giaguaro nel 2000, interpretato da Piotta. La sua carriera nel cinema continuò con significative prove di attore, come nel film Selvaggi del 1995 e, dieci anni dopo, nel celebre Romanzo criminale, dove interpretò il personaggio di Ciro Buffoni.
Dal 2006 al 2014 Antonello Fassari divenne un volto noto della televisione grazie al suo ruolo di Cesare Cesaroni, l'oste, nella fiction di Canale 5 I Cesaroni, affiancando Claudio Amendola e Max Tortora e ottenendo un grande successo di pubblico. Nel 2011 partecipò al film Box Office 3D - Il film dei film, diretto e interpretato da Ezio Greggio, e nel 2014 recitò nel film La mossa del pinguino, diretto da Claudio Amendola. L'anno successivo, nel 2015, fu presente nel film Suburra e partecipò anche alla miniserie TV Luisa Spagnoli, dedicata alla vita dell'imprenditrice perugina, recitando al fianco di Luisa Ranieri. Partecipò inoltre al film Assolo, diretto e interpretato da Laura Morante.
Tifoso romanista, nel gennaio del 2020, Fassari ricevette un riconoscimento speciale nell'ambito della 13ª edizione del premio Sette Colli Romanisti.
La sua carriera continuò fino al 2024, quando fu parte del cast de Il tempo è ancora nostro, opera prima di Maurizio Matteo Merli, figlio di Maurizio Merli, insieme ad Andrea Roncato, e in Una fottuta bugia, per la regia di Gianluca Ansanelli, con Giampaolo Morelli, Mariano Rigillo e Gianmarco Tognazzi, uscito al cinema postumo il 17 maggio 2025.
Da tempo sofferente a causa di un'angina pectoris, morì a Roma il 5 aprile 2025, all'età di 72 anni. I funerali si svolsero, dopo tre giorni, nella basilica di Santa Maria in Montesanto, nota anche come la Chiesa degli artisti, in piazza del Popolo a Roma.

## Omaggi
- La settima stagione de I Cesaroni, intitolata I Cesaroni - Il ritorno, le cui riprese erano iniziate il 17 marzo 2025 e a cui Antonello Fassari avrebbe dovuto prendere parte secondo i piani originari, gli sarà dedicata.[11][12]

## Vita privata
Sposato dal 1982 al 2005 con Maria Fano, nel 1989 ebbe una figlia, Flaminia.

## Filmografia

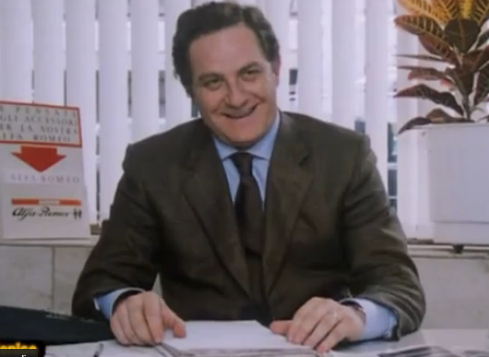
Antonello Fassari in una scena del film Le finte bionde (1989) di Carlo Vanzina

### Cinema
- Atsalut pader, regia di Paolo Cavara (1979)
- La cicala, regia di Alberto Lattuada (1980)
- Fatto su misura, regia di Francesco Laudadio (1984)
- Italian Fast Food, regia di Lodovico Gasparini (1986)
- L'estate sta finendo, regia di Bruno Cortini (1987)
- Cartoline italiane, regia di Memè Perlini (1987)
- Montecarlo Gran Casinò, regia di Carlo Vanzina (1987)
- Animali metropolitani, regia di Steno (1987)
- Casa mia, casa mia..., regia di Neri Parenti (1988)
- Maya, regia di Marcello Avallone (1988)
- Le finte bionde, regia di Carlo Vanzina (1989)
- Il male oscuro, regia di Mario Monicelli (1990)
- Faccione, regia di Christian De Sica (1991)
- Il muro di gomma, regia di Marco Risi (1991)
- Il conte Max, regia di Christian De Sica (1991)
- Un'altra vita, regia di Carlo Mazzacurati (1992)
- Non chiamarmi Omar, regia di Sergio Staino (1992)
- Sognando la California, regia di Carlo Vanzina (1992)
- Segreto di stato, regia di Giuseppe Ferrara (1995)
- Camerieri, regia di Leone Pompucci (1995)
- Selvaggi, regia di Carlo Vanzina (1995)
- Pasolini, un delitto italiano, regia di Marco Tullio Giordana (1996)
- RDF - Rumori di fondo, regia di Claudio Camarca (1996)
- Bruno aspetta in macchina, regia di Duccio Camerini (1996)
- Celluloide, regia di Carlo Lizzani (1996)
- Cose di sempre, regia di Andrea Saraceni (1998)
- Il segreto del giaguaro, regia di Antonello Fassari (2000)
- E adesso sesso, regia di Carlo Vanzina (2001)
- Gente di Roma, regia di Ettore Scola (2003)
- L'amore ritorna, regia di Sergio Rubini (2004)
- Mitraglia e il verme, regia di Daniele Segre (2005)
- Romanzo criminale, regia di Michele Placido (2005)
- Arrivederci amore, ciao, regia di Michele Soavi (2006)
- Le ragioni dell'aragosta, regia di Sabina Guzzanti (2007)
- Box Office 3D - Il film dei film, regia di Ezio Greggio (2011)
- Ci vediamo a casa, regia di Maurizio Ponzi (2012)
- L'estate sta finendo, regia di Stefano Tummolini (2013)
- La mossa del pinguino, regia di Claudio Amendola (2014)
- Suburra, regia di Stefano Sollima (2015)
- Assolo, regia di Laura Morante (2016)
- Non ci resta che il crimine, regia di Massimiliano Bruno (2019)
- L'agenzia dei bugiardi, regia di Volfango De Biasi (2019)
- Burraco fatale, regia di Giuliana Gamba (2020)
- I cassamortari, regia di Claudio Amendola (2022)
- L'ultima volta che siamo stati bambini, regia di Claudio Bisio (2023)
- Flaminia, regia di Michela Giraud (2024)
- La tartaruga, regia di Fabrizio Nardocci (2024)
- Il tempo è ancora nostro, regia di Maurizio Matteo Merli (2024)
- Una fottuta bugia, regia di Gianluca Ansanelli (2025) – postumo

### Televisione
- Il commissario De Vincenzi – serie TV (1977)
- La Certosa di Parma, regia di Mauro Bolognini – miniserie TV (1982)
- Verdi, regia di Renato Castellani – miniserie TV (1982)
- I ragazzi della 3ª C – serie TV (1986-1987)
- Investigatori d'Italia, regia di Paolo Poeti – miniserie TV (1987)
- Festa di Capodanno, regia di Piero Schivazappa – miniserie TV (1988)
- Valentina – serie TV (1989)
- Il commissario Corso – serie TV (1991)
- Gioco perverso, regia di Italo Moscati – film TV (1993)
- S.P.Q.R. – serie TV (1998)
- Anni '50, regia di Carlo Vanzina – miniserie TV (1998)
- La vita cambia, regia di Gianluigi Calderone – film TV (2000)
- Nebbia in Valpadana – serie TV (2000)
- Nanà, regia di Alberto Negrin – miniserie TV (2001)
- Don Matteo 2 – serie TV (2001)
- Il bambino di Betlemme, regia di Umberto Marino – film TV (2002)
- Una vita in regalo (2003)
- Al di là delle frontiere, regia di Maurizio Zaccaro – miniserie TV (2004)
- La stagione dei delitti – serie TV (2004)
- Il mondo è meraviglioso, regia di Vittorio Sindoni – film TV (2005)
- Attacco allo Stato, regia di Michele Soavi – miniserie TV (2006)
- Codice rosso – serie TV (2006)
- I Cesaroni – serie TV (2006-2014)
- Medicina generale – serie TV (2008)
- Nemici amici - I promessi suoceri (2010)
- Luisa Spagnoli, regia di Lodovico Gasparini – miniserie TV (2016)
- C'era una volta Studio Uno, regia di Riccardo Donna – miniserie TV (2017)
- The Generi – serie TV (2018)
- Speravo de morì prima, regia di Luca Ribuoli – miniserie TV, episodio 2 (2021)
- Pooh - Un attimo ancora, regia di Nicola Conversa – docufilm (2023)

## Programmi TV
- Al Paradise (Rai 1, 1983)
- Scusate l'interruzione (Rai 3, 1990)
- Avanzi (Rai 3, 1991-1993)
- Nuovo Cantagiro (1993)
- Tunnel (Rai 3, 1994)
- Il ballo delle debuttanti (Canale 5, 2008)
- Let's Dance (Canale 5, dicembre 2010)
- Viaggio nella grande bellezza - episodio "Roma" (Canale 5, 2021)
- La volta buona (Rai 1, 31 gennaio 2024) – ospite

## Prosa radiofonica Rai
- I tre moschettieri di Alessandro Dumas padre, regia di Marco Parodi, 30 puntate, trasmessa su Rai Radio 2, dal 2 febbraio al 27 febbraio 2004.
- Lotta di negro e cani di Bernard-Marie Koltès, con Jason Prempeh e Antonello Fassari, trasmessa su Rai Radio 3, venerdì 29 novembre 2019, ore 20.30.

## Doppiaggio
- Clu Gulager in C'era una volta a... Hollywood

## Discografia

### Solista
- 1984 – Romadinotte (Jumbo Records - JU 12014)

### Con Rokko e i Suoi Fratelli
EP
- 1991 – Avanzi  (Century Vox)

Album in studio
- 1992 – Sopravvoliamo (Polydor - 513 558-4)

### Con Avanzi Sound Machine
Album dal vivo
- 1993 – Live (Polydor - 519 448-2)